# Шеври (Манш)
Шеври (фр. Chevry) насеље је и општина у северној Француској у региону Доња Нормандија, у департману Манш која припада префектури Сен Ло.
По подацима из 2011. године у општини је живело 90 становника, а густина насељености је износила 24,86 становника/km². Општина се простире на површини од 3,62 km². Налази се на средњој надморској висини од 80 метара (максималној 175 m, а минималној 54 m).

## Демографија
| 1962. | 1968. | 1975. | 1982. | 1990. | 1999. | 2011. |
| ----- | ----- | ----- | ----- | ----- | ----- | ----- |
| 137   | 140   | 105   | 91    | 87    | 82    | 90    |

График промене броја становника у току последњих година